# Valor esperado do vácuo
Na teoria quântica de campos o valor esperado do vácuo de um operador físico é sua média, ou valor esperado, no vácuo. O valor esperado do vácuo de um operador {\displaystyle O\ } é, geralmente, representado por {\displaystyle \langle O\rangle }.
Um dos exemplos mais conhecidos do valor esperado do vácuo de um operador que leve à um efeito físico é o efeito Casimir.

## Utilidade
O conceito físico do valor esperado do vácuo é importante devido ao uso nas funções de correlação na teoria quântica de campos. Também é muito utilizado na quebra espontânea de simetria.
Alguns valores esperados do vácuo são:
- O campo de Higgs possui um valor esperado do vácuo de 246 GeV. Este valor não nulo permite o funcionamento do mecanismo de Higgs.
- O condensado fermiônico na cromodinâmica quântica nos dá uma grande massa para quarks, e distingue entre fases da matéria quark.
- O condensado de gluôn na cromodinâmica quântica pode ser parcialmente responsável pela massa dos hádrons.

O covariância de Lorentz observado do espaço-tempo permite apenas a formação de condensados que são escalares de Lorentz e tenham carga que desapareçam. Logo condensados de fermiãos devem ser da forma
{\displaystyle \langle {\overline {\psi }}\psi \rangle }
onde {\displaystyle \psi \ } é o campo fermiônico. De forma similar um campo tensor, {\displaystyle G_{\mu \nu }\ }, apenas pode ter um valor escalar esperado da seguinte forma
{\displaystyle \langle G_{\mu \nu }G^{\mu \nu }\rangle }
Entretanto em alguns vácuos da teoria das cordas, condensados não escalares podem ser encontrados. Se esta teoria conseguir descrever corretamente o universo, então será observador uma quebra de simetria na covariância de Lorentz.